# Kinder Morgan Tejas Pipeline
Kinder Morgan Tejas Pipeline — газопровідна мережа, яка охоплює райони на сході та південному сході штату Техас.
Одна із гілок Tejas Pipeline прямує від кордону з Мексикою (Південно-Техаський басейн) паралельно узбережжю Мексиканської затоки через район Х'юстона до кордону з Луїзіаною по річці Сабін. До Х'юстона з півночі також підходить гілка із Східно-Техаського басейну. Можливо відзначити, що з початком «сланцевої революції» із цих двох напрямків почалось транспортування продукції формацій Eagle Ford та Хейнсвіль відповідно.
Загальна довжина трубопроводів системи в середині 2010-х років становила 3244 милі, їх діаметр коливався від 150 до 900 мм.
Через перемичку Kinder Morgan Border Pipeline довжиною 97 миль та діаметром 600 мм Tejas Pipeline з'єднаний з мексиканською газотранспортною системою. А біля кордону з Луїзіаною він сполучений з підземним сховищем газу Moss Bluff Hub. Останнє, споруджене у соляних відкладеннях, має не надто велику активну ємність у 0,34 млрд м3, проте може видавати до 34 млн м3 на добу.
Окрім забезпечення місцевих потреб (зокрема, індустріальної зони в Х'юстон/Бьюмонт/Порт-Артур/Остін), через систему здійснюється доставка ресурсу на газові хаби для подальшого транспортування за межі штату. Також планується задіяти Tejas Pipeline у забезпеченні сировиною експортних заводів із зрідження природного газу, які будуються або плануються до спорудження внаслідок «сланцевої революції», як то Фріпорт ЗПГ, Корпус-Крісті ЗПГ.